# Maurice Pellé
Pour les articles homonymes, voir Pellé.
Maurice Pellé, né le 18 avril 1863 à Douai et mort le 16 mars 1924 à Toulon,, est un général français, grand-croix de la Légion d'honneur. 
Il commence sa carrière militaire à Madagascar puis comme attaché militaire en Allemagne. Il se trouve au Maroc au début de la Première Guerre mondiale. Il rejoint rapidement le général Joffre en qualité de major-général au GQG jusqu'en décembre 1916. Il dirige ensuite une division puis un corps d'armée jusqu'à la fin de la guerre. En 1919 il est envoyé en Tchécoslovaquie puis, en janvier 1921,  à Constantinople comme haut–commissaire de la République française en Orient, avec rang d’ambassadeur représentant la France aux négociations et à la signature du traité de Lausanne en juillet 1923.

## Biographie

### Famille
Il est le fils de Charles Pellé (1826-1906), général, commandant de l'École polytechnique, et de Céline Bruneau.

### Formation
Il entre à l’École polytechnique en 1882, puis comme sous-lieutenant à l’École d’application de l’artillerie en 1886.
Lieutenant en premier en octobre 1889 il est muté dans divers régiments d’artillerie avant d’être instructeur à l’école d’artillerie décembre 1889 à novembre 1891.
Capitaine en second le 9 avril 1892 adjoint à la direction de l’artillerie à Nice, il suit les cours de l’École supérieure de guerre en 1893, puis stagiaire à l’EM en 1895, il est officier d’ordonnance du ministre de la Guerre Billot en juin 1896.

### Colonies et ambassades
De 1900 à 1903, il est chef d'état-major du colonel Joffre à Madagascar.
Le colonel Pellé est attaché militaire à Berlin auprès de l'ambassadeur Jules Cambon de 1909 à 1912. Il rédige au cours de cette période de nombreux rapports sur la société allemande et rencontre de nombreuses personnalités allemandes notamment le kaiser Guillaume lors des chasses. Il est un des officiers français les plus connaisseurs de l’Empire allemand.
En 1913, il est muté au Maroc comme chef d'état-major du Résident général Lyautey. Il commande les Troupes auxiliaires marocaines.

### Première Guerre mondiale et amitié avec le maréchal Joffre
Le général Maurice Pellé commence la guerre en dirigeant la 2e brigade de tirailleurs de la division de marche marocaine.
Il est appelé très rapidement auprès du général Joffre au Haut-commandement, où il exerce à partir du 21 août 1914 les fonctions de major général à la Direction supérieure de la Guerre et des Théâtres d'opérations extérieurs au Grand Quartier général (GQG) jusqu’en décembre 1916. À la suite de la disgrâce de son ami Joffre, le général Pellé est lui aussi contraint de quitter le GQG.

Le maréchal Joffre écrit dans ses Mémoires au sujet du général Pellé :
« Pellé était l’intelligence la plus ouverte, la plus déliée que j’ai peut-être rencontrée dans ma carrière. Doué d’une puissance de travail prodigieuse, de dévouement à toute épreuve, d’une largeur de vues d’une finesse qui doublaient d’un admirable diplomate le magnifique officier que j’avais auprès de moi depuis de longues années. »
Il retrouve un commandement opérationnel et dirige la 153e D.I et se distingue particulièrement à la bataille du Chemin des Dames. Général de division le 2 mai 1917, il prend la tête du 5e corps d'armée qu'il dirige jusqu'en janvier 1919. Avec ce corps, il participe aux batailles de Noyon, de la Marne et en Argonne.

### Participation à la création de l’armée tchécoslovaque

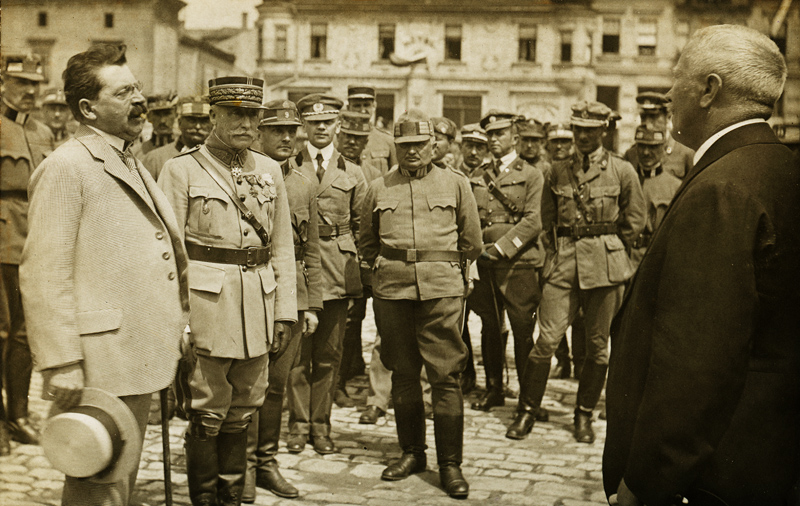
1919, le général Pellé avec le ministre de la défense Václav Klofáč visitant le corps de troupe du général Aloïs Podhajský stationnées à Uherský Brod.

En Tchécoslovaquie Maurice Pellé est connu pour avoir contribué à organiser et à fournir en armes et munitions l'armée tchécoslovaque alors membre de la coalition antibolchévique en lutte contre la République des conseils de Hongrie, aux côtés des troupes de l'armée française de Hongrie, de l'armée franco-serbe de Louis Franchet d'Espèrey et de l'armée roumaine soutenue par la mission Berthelot ; à cette époque la France avait aussi une mission Faury en Pologne, alors en lutte contre les bolcheviks de Russie. Cette mission en Tchécoslovaquie fait suite à l'accord du 26 janvier 1919 entre la France et la nouvelle république tchèque et slovaque, issue de la dislocation de l'empire austro-hongrois. Maurice Pellé est nommé à la tête de la mission militaire française à Prague avec le titre de « chef de la Mission française en Bohême ». 
Maurice Pellé devient le premier chef d'état-major des armées de la jeune Tchécoslovaquie, puis de juin à novembre 1919, il est nommé généralissime. Lors de cette période, il réussit à bloquer l'avance des troupes hongroises et contre-attaque, mettant fin à la République slovaque des conseils. Il réorganise le ministère tchécoslovaque de la Défense nationale et met en place des écoles militaires et des centres d'instruction pour le développement de l'armée tchécoslovaque. Célibataire de 57 ans, il rencontre à Prague son épouse Jára Braunerova : ils auront en 1921 une fille unique, Maryška.

### Constantinople
En janvier 1921, Maurice Pellé est envoyé à Constantinople comme haut–commissaire de la République française en Orient, avec rang d’ambassadeur représentant la France aux négociations et à la signature du traité de Lausanne en juillet 1923. 

### Décès
Il s’éteint prématurément le 16 mars 1924 à Toulon. Il est élevé à la dignité de grand-croix de la Légion d'honneur le même jour que son décès, le brevet est envoyé à sa veuve à Prague.
L'État français lui organise des obsèques solennelles aux Invalides. Jean de Pierrefeu déclare à propos de Pellé : « Je n’ai jamais vu d’homme moins ambitieux, moins attaché aux questions de vanité, aussi peu soucieux de son avancement. Il se donnait à sa tâche de toute son ardeur, mais c’était par goût et non par devoir ou par intérêt. Le jeu le passionnait, il y déployait des ressources d’intelligence et de finesse hors de pair ; c’était un artiste de l’action plus qu’un homme d’action. ».
Il est inhumé à Paris dans le cimetière des Batignolles (25e division).

## Hommages

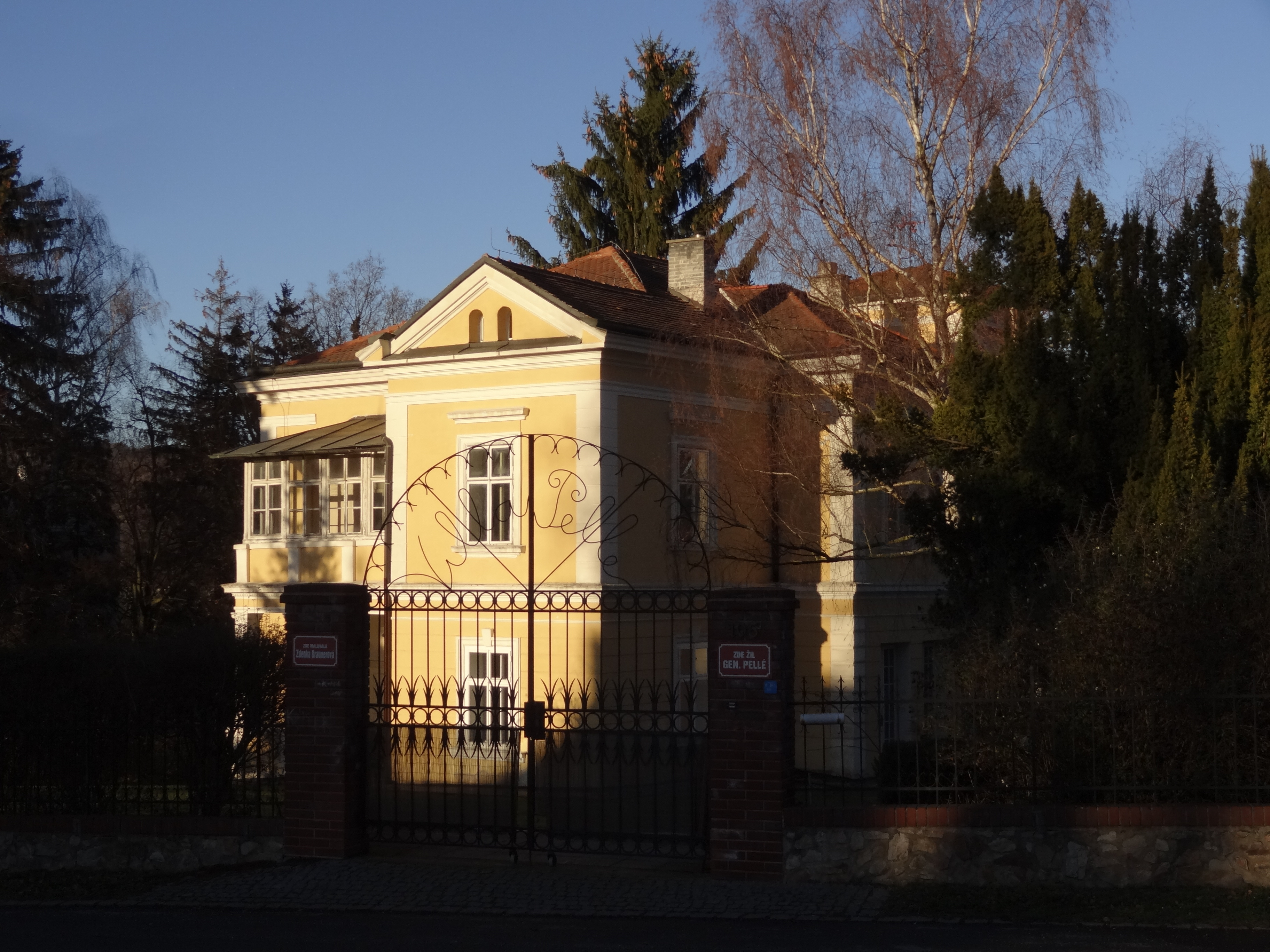
La Villa Pellé.

- 1991 : Exposition « Le général Pellé, premier généralissime de l'armée tchécoslovaque », au musée de l'armée à Prague.
- 2004 : Inauguration de son buste à l’ambassade de la République tchèque à Paris.
- Deux rues au Maroc et une à Beyrouth ont porté son nom. Une rue de Prague lui est dédiée.
- La maison de Prague où il fut logé, classée monument historique tchèque et appelée « Villa Pellé », se trouve dans la rue éponyme Pelléova.
- Février à septembre 2012 : Exposition au Mémorial de Verdun « Dans l'ombre de Joffre : le général Pellé, soldat, diplomate et artiste »
- Septembre 2014 - avril 2015 : Exposition à l'École polytechnique de Palaiseau « Le général Pellé, La guerre ne tardera pas » : regards de Polytechniciens ».
- Octobre 2015 - mars 2016 : Exposition « Pellé-Braunerova, destins croisés de France et de Bohême », au Stredoceske Museum de Rostoky - Prague.
- Septembre - décembre 2018 : Exposition « Le général Pellé et les artistes de la Grande Guerre », à la « Villa Pellé » à Prague.

## Décorations et ordres

### Françaises
- Grand-croix de la Légion d'honneur (16 mars 1924)[5]
  - Grand Officier le 15 janvier 1920.
  - Commandeur à titre militaire le 28 octobre 1915.
  - Officier le 10 juillet 1913.
  - Chevalier le 13 juillet 1903
- Croix de guerre 1914-1918 (avec deux palmes).
- Médaille interalliée 1914-1918.
- Médaille coloniale avec agrafe « Maroc ».

### Étrangères
- Croix de Madagascar.
- Grand officier du Ouissam alaouite Mérite militaire chérifien.
- Grand officier de l’ordre des Saints-Maurice-et-Lazare (royaume d'Italie).
- Croix de guerre belge 1914-1918.
- Grand officier de l'ordre de la Couronne de Belgique.
- Mérite militaire d'Espagne (2e et 3e classes).
- Commandeur de l'ordre du Bain.
- Grand officier de l'Aigle blanc de Serbie.
- Ordre de Sainte-Anne de Russie (1re classe) avec glaives
- Ordre du Soleil levant du Japon (2e classe).
- Ordre du Lion blanc tchécoslovaque.
- croix de guerre tchécoslovaque.

## Sources et bibliographie
- Raoul de Thomasson, Le général Pellé, Impr.-libr. Gauthier-Villars et Cie, 1933
- Jean Le Chatelier, Le Général Maurice Pellé 1863-1924 : lettres et souvenirs, s.n., 1985
- Philippe Hauser, De Berlin à Prague, la carrière exceptionnelle du général Maurice Pellé (thèse de doctorat), 2002
- Radko Brach, Le général Maurice Pellé, premier chef d'État-major de l'armée tchécoslovaque, 2007
- Isabelle Sandiford-Pellé, Général Pellé : carnet de croquis, 2010
- Ronald Mattatia, « Le général Maurice Pellé », in Bulletin de la Société des amis de la bibliothèque et de l'histoire de l'École polytechnique, no 43, mai 2009 (en ligne)
- Base Léonore de la Légion d'honneur : cote LH/2084/16
- Jean-Noël Grandhomme, Isabelle Sandiford-Pellé et Alain Savignol (présenté et annoté par), La guerre ne tardera pas : correspondance de Maurice Pellé, attaché militaire de France à Berlin de 1909 à 1912, Paris, Armand Colin Ministère de la défense, 2014, 314 p. (ISBN 978-2-200-28763-4, OCLC 890078840).